# Franziska Traub

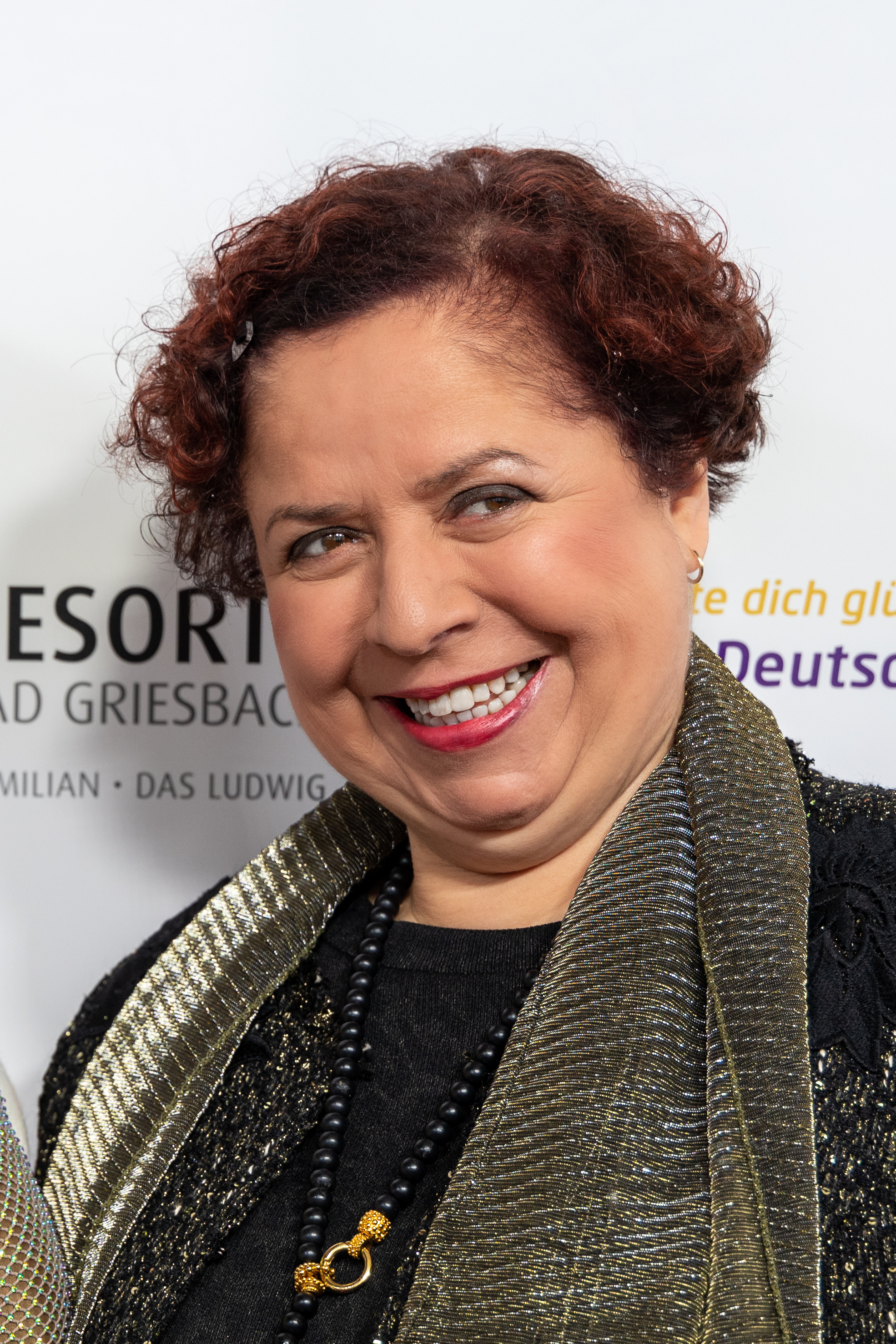
Franziska Traub (2023)

Franziska Traub (* 3. August 1962 in Stuttgart) ist eine deutsche Schauspielerin und Kabarettistin.

## Karriere
Traub absolvierte ihre Schauspielausbildung von 1983 bis 1987 an der Hochschule der Künste Bern.
Bekanntheit erlangte sie vor allem als Nebendarstellerin in der RTL-Comedyserie Ritas Welt, in welcher sie von 1999 bis 2003 mitwirkte.
Im Jahr 2008 war sie neben Hendrik Martz, Markus Majowski und Kathrin Waligura Teilnehmerin bei der VOX-Vorabendsendung Das Perfekte Promi Dinner zu sehen.
2016 nahm Traub an der neunten Staffel der RTL-Tanzshow Let’s Dance teil, musste jedoch verletzungsbedingt vor der dritten Folge aufgeben. Ihr Tanzpartner war der österreichische Profitänzer Vadim Garbuzov.
Traub lebt in Berlin-Neukölln.

## Filmografie (Auswahl)
- 1992: Die zweite Heimat – Chronik einer Jugend (Fernsehserie)
- 1993: Nachtschwester Kroymann
- 1995: Bohai, Bohau
- 1999–2003: Ritas Welt (Fernsehserie)
- 2000: Und das ist erst der Anfang
- 2001: Hausmeister Krause (Fernsehserie)
- 2003: Der kleine Mönch (Fernsehserie, Folge Die dicke Nonne)
- 2008: Das Perfekte Promi Dinner (Fernsehserie)
- 2008: Treuepunkte (Fernsehfilm)
- 2008: In aller Freundschaft (Fernsehserie, Folge Wunschkinder)
- 2009: Der Stinkstiefel (Fernsehfilm)
- 2009: Pfarrer Braun – Im Namen von Rose (Fernsehfilm)
- 2009: All You Need Is Love – Meine Schwiegertochter ist ein Mann (Fernsehfilm)
- 2010: Notruf Hafenkante (Fernsehserie, Folge Ein guter Plan)
- 2010: Zurück zum Glück (Fernsehfilm)
- 2010–2011: Hand aufs Herz (Fernsehserie)
- 2011: Doctor’s Diary (Fernsehserie, 2 Folgen)
- 2011: Das große Comeback (Fernsehfilm)
- 2011–2012: Löwenzahn (Fernsehserie)
- 2015: Ein starkes Team: Stirb einsam! (Fernsehfilm)
- 2015: Schmidts Katze
- 2015: Pampa Blues
- 2016–2020: Bettys Diagnose (Fernsehserie, 7 Folgen)
- 2016: Let’s Dance (Fernsehserie, Staffel 9)
- 2016: Bittersüß
- 2017: Nord bei Nordwest – Estonia
- 2018: Beck is back!
- 2019: Eine Hochzeit platzt selten allein (Fernsehfilm)
- 2019: Familie Wöhler auf Mallorca (Fernsehfilm)
- 2021: Großstadtrevier – Elphi (Fernsehserie)
- 2023: Dr. Nice – Alte Wunden (Fernsehreihe)
- 2023: Zimmer mit Stall – Das Blaue vom Himmel (Fernsehreihe)
- 2024: SOKO Stuttgart (Fernsehserie, Folge Schneewittchens Tod)
- 2024: Dr. Nice – Herzflattern (Fernsehreihe)

## Theater
- Junges Theater Göttingen (1987–1989)
- Pomp, Duck and Circumstances (1990–1996)
- Chamäleon, Bar jeder Vernunft (1997–1999)
- Palazzo Colombino (1998–1999)
- Palazzo Witzigmann (2001–2002)
- Sonny Boys (2019–2020)

## Auszeichnung
2000 und 2001 bekam Franziska Traub für ihre Rolle in Ritas Welt den Deutschen Comedypreis für die beste Komikerin in einer Nebenrolle.